# Louis Émié
Louis Emié, né à Bordeaux le 17 avril 1900 et mort à Bordeaux le 27 novembre 1967, est un écrivain et poète français.

## Biographie
Son père, Eugène Emié, est fonctionnaire municipal. Sa mère, Maria del Carmen Fantova Puisac, provient d’une famille aragonaise, compte au nombre de l'importante communauté espagnole qui commence de s’établir au début du XIXe siècle dans les quartiers sud de Bordeaux, autour du cours de l’Yser. C’est dans ce quartier, au 103, rue de Bègles — artère reliant l’emprise ferroviaire de la gare Saint-Jean au populaire marché des Capucins — que voit le jour le futur écrivain.
Poète, romancier et essayiste, Louis Emié a longtemps attendu une reconnaissance nationale que sa condition de Bordelais indéracinable lui interdisait. Replié dans sa capitale de province, supportant une vie bourgeoise, menant simultanément une carrière de journaliste – il est de longues années secrétaire de rédaction et rédacteur en chef au quotidien Sud Ouest, après avoir commencé par écrire pour La Petite Gironde – et une entreprise créatrice qu'il est soucieux d'isoler et de préserver, il échappe, sans jamais cesser de les côtoyer, aux grands mouvements artistiques parisiens, engageant des correspondances avec ceux qu'il admire et dont, pour beaucoup, il gagne l'amitié : Jean Cocteau, Jean Rostand, Joë Bousquet, Yanette Delétang-Tardif, Jean Paulhan, Max-Pol Fouchet, Maurice Fombeure ou Max Jacob, qu'il ne rencontre que deux fois, mais avec qui il entretient une relation épistolaire durable (en partie publiée dans les Dialogues avec Max Jacob) : Quand il accepte de nouer une correspondance avec un poète, l'écriture devient un art à part entière.
Traducteur, il encourage la lecture de Gómez de la Serna, puis d'Alberti. Romancier, quoique restant dans l'ombre de Mauriac, il manifeste un désenchantement où l'inavouable des passions le dispute à la médiocrité du quotidien ; il ne publie que trois romans : La Nuit d'octobre (1925), dont on parlera pour le Goncourt, Le Mauvais Joueur (paru en revue en 1929, maladroitement inspiré du Diable au corps de Raymond Radiguet) et Le Dieu sans tête (1944).
Essayiste, il est l'auteur d'Espagnes, « sans doute [le livre] le meilleur, le plus intelligent et le plus amoureux que l'on puisse lire sur ce pays secret », plusieurs fois réédité, augmenté, et où se déploie sa passion pour cette seconde patrie – sa mère était espagnole – dont la sensualité, la religiosité et la curieuse solitude lui sont consubstantielles.
Poète enfin et surtout, poète musicien s'il en est, — il compose et met ses vers en musique, encouragé par son ami Henri Sauguet, — il cherche longtemps sa voie, d'abord sensible aux fureurs surréalistes, puis au réalisme onirique d'un Supervielle ou d'un Fargue, rimant par jeu ou par exercice, s'interrogeant, se laissant aller à une préciosité que lui reprochera Max Jacob, pour, au tournant de sa quarantième année, se livrer enfin tout entier, à la suite des mystiques espagnols et de Rilke, et composer ses chefs-d'œuvre : Amour de notre amour (1939), L'Ange (1958), Invention de l'amour (1961), les Coplas (1965)… Il est aussi proche des poètes de Rochefort dès 1941.
Proche durant sa jeunesse de l'intelligentsia, il accompagne son ami Jean-Loup Simian dans la création, en 1927, du mouvement des Artistes Indépendants Bordelais. Il est toute sa vie proche de plusieurs plasticiens, comme les peintres Georges et Yvonne de Sonneville, le sculpteur Georges Rivière, qui exécute deux bustes en plâtre de lui, dont l’un est conservé au musée des beaux-arts de Bordeaux. Il entretient des relations plus ou moins suivies avec la plupart des plasticiens de l’école bordelaise jusqu’aux années 1960, tels Edmond Boissonnet ou Jac Belaubre. Enfin, il s’illustre lui-même, vers la fin de sa vie, dans les arts plastiques, en réalisant des papiers collés et des dessins d’une étonnante fraîcheur, dont certains illustrent des couvertures de livres pour Seghers.
L'œuvre de Louis Emié, secrète, dense, multiple, reste encore à découvrir, parce qu'elle affirme la révélation d'un grand écrivain et parce qu'elle éclaire des figures, des préoccupations, des paysages, toute une époque littéraire et artistique dont le poète fut un témoin attentif.
Louis Emié obtient en 1963 pour l'ensemble de son œuvre le prix Alfred-de-Pontécoulant de l'Académie française.

## Œuvres

### Poésie
- L'Abdication des Pauvres et Le Couronnement des Cadavres (Anvers, Éditions Lumière, 1922)
- Passage de la Folie (Les Cahiers du Sud, 1931)
- Les Relations humaines (Sagesse, 1936)
- Quatre poèmes (La Hune, 1939)
- Amour de notre amour (Alger, Fontaine, 1941)
- Délice du vivant (Cahiers de l'École de Rochefort, 1941)
- J'habite ici (éditions des Îles de Lérins, 1942)
- L'Hiver et l'Été (hors commerce, 1944)
- Le Nom du feu (Gallimard, 1944)
- L'État de grâce (éditions du Rond-point, 1946)
- Perséphone (Plon, 1946)
- Danse des morts (Plon, 1947)
- Ce Désert (E.I.L., 1947)
- Les Dormeuses (À l'enseigne de l'homme méditant, 1948)
- Invention de la mort (Rougerie, 1950)
- L'Éclair et le Temps, avec Yanette Delétang-Tardiff et Roger Belluc (Rougerie, 1951)
- Romancero du profil perdu (Seghers, 1951)
- Les Chemins de la mer (Alger, éd. Soleil, 1952)
- Toi (Librairie Les Lettres, 1953)
- Françoiseries (manuscrit[7], 1953)
- Hauts Désirs sans absence (Seghers, 1953)
- La Forme humaine (Oran, éd. Simoun, 1953)
- Alphabet pour apprendre à lire en vacances (Marginales, 1954)
- La Figure (Las Palmas de Gran Canaria, 1954)
- Plaintes (Rodez, éd. Subervie, 1956)
- La Rose des mers (Perpignan, éd. André Vinas, 1957)
- Le Rossignol, poème-objet de Flora Klee-Palyi (Wuppertal, 1957)
- L'Ange (Seghers, 1958)
- La Dame aux chats (Malines, éd. C.E.L.F., 1959)
- Le Volubilis (Yves Filhol, 1960)
- Invention de l'amour (Filhol, 1961)
- La Nuit (Malines, éd. C.E.L.F., 1962)

. Lettres à José : Le gendarme en colère, Préface et notes Patrick Dubuis (éditions Non Lieu, 2024)